# Región de Chūgoku
La región de Chūgoku (idioma japonés: 中国地方, Chūgoku-chihō) está ubicada en la zona occidental de Honshū, la isla principal del Japón.
Está compuesta por las siguientes prefecturas: Hiroshima, Yamaguchi, Shimane, Tottori. La prefectura de Okayama puede ser incluida o excluida por diversos motivos.
En japonés, la palabra «Chūgoku» también es utilizada para designar a China. Pero cuando se quiere hacer referencia a la "región de Chūgoku", se agrega otra palabra al final, «Chūgoku-chihō», haciendo una excepción cuando se trata de un nombre propio como en el caso de «Banco Chūgoku«. De esta manera no hay confusiones entre ambos significados.
En octubre de 2010 tenía 7 563 428 habitantes. Sus ciudades más pobladas son Hiroshima, Okayama, Kurashiki, Fukuyama y Shimonoseki.